# Joaquim Parente
Joaquim Santos Parente (Bom Jesus, 3 de março de 1912 – Teresina, 13 de dezembro de 1974) foi um político brasileiro com atuação no estado do Piauí.

## Dados biográficos
Joaquim era filho de Odilon Parente e Raimunda Santos Parente, irmão de Marcos Parente, tio do engenheiro e político Pedro Parente e contraiu laços matrimoniais com Regina Garcia Parente.
Em vida, além de seguir carreira política foi comerciante, industrial e corretor de imóveis. Possuía o ensino primário e ensino secundário, tendo também realizado curso de especialização na área da construção civil. Sua carreira política despontou quando seu irmão Marcos, (deputado federal e candidato a senador pelo Piauí em 1958), faleceu junto com o então candidato a governador piauíense Demerval Lobão em um acidente automobilístico no dia 4 de setembro daquele mesmo ano. Em virtude da tragédia, a candidatura para governador do Piauí foi entregue ao petebista Chagas Rodrigues enquanto Joaquim Parente foi apontado pela União Democrática Nacional (UDN) como candidato ao Senado sucedendo seu falecido irmão.
Em outubro de 1958, elegeu-se senador na legenda da coligação formada pela UDN e o PTB. Ele assumiu o mandato em fevereiro de 1959. Entre 1964 e 1965, foi quarto-secretário do Senado. Com a extinção dos partidos políticos pela restauração da Ditadura Militar e pelo Ato Institucional nº 2 (27/10/1965), filiou-se à Aliança Renovadora Nacional (Arena). Foi deputado federal por seu estado em novembro de 1966, assumindo o mandato em fevereiro de 1967. Anos depois, deixou o Senado. Já em novembro de 1970, elegeu-se suplente de deputado federal pelo Piauí, na legenda da Arena. Deixou a Câmara em janeiro de 1971 e faleceu na cidade de Brasília, no dia 13 de dezembro de 1974.

## Condecorações

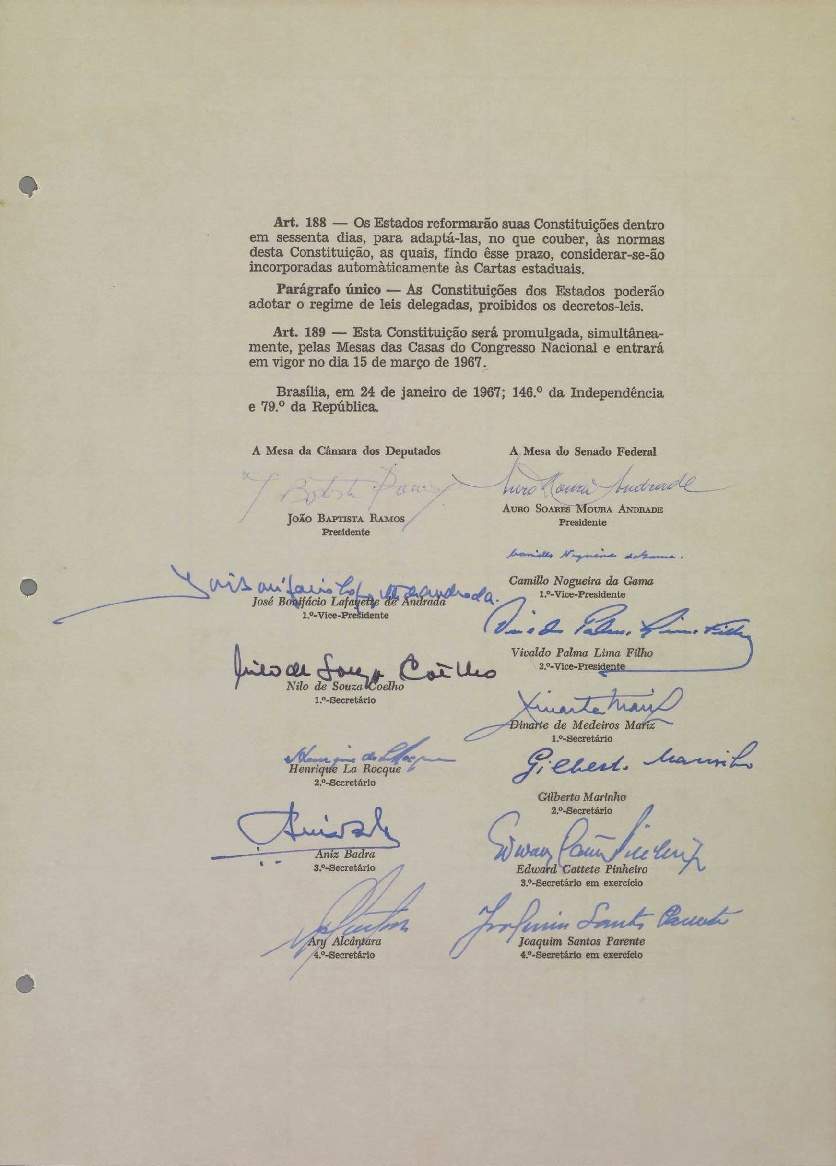
Página dos autógrafos da Constituição Brasileira de 1967, contendo assinatura de Joaquim Parente. Documento sob guarda do Arquivo Nacional.

- Medalha do Pacificador;
- Medalha do Mérito Tamandaré;
- Medalha do Mérito Santos Dumont.